# Прахов, Николай Адрианович
Никола́й Адриа́нович Пра́хов (18 мая 1873, Рим, Королевство Италия — 25 ноября 1957, Киев, СССР) — русский, позднее советский живописец и искусствовед.

## Биография
Родился 18 мая 1873 года в Риме. С 1883 года жил в Киеве. С 1896 года работал как художник в области декоративно-прикладного искусства искусства, был профессором Киевского художественного института. Один из организаторов АХЧУ, общества «Киевский художник». В творчестве Прахова заметно влияние М. А. Врубеля.
Автор воспоминаний и статей по изобразительному искусству: статьи в журнале «Художественные сокровища России»; мемуары «Страницы прошлого», 1958.
Умер 25 ноября 1957 года. Похоронен в Киеве на Лукьяновском кладбище (участок № 25, ряд 11, место 27).

## Семья
- Отец — Прахов, Адриан Викторович (1846—1916) — русский историк искусства, археолог и художественный критик.
- Мать — Прахова, Эмилия Львовна (1849—1926) — пианистка, ученица Ф. Листа. Содержала салон, который посещали люди искусства, работавшие над оформлением Владимирского собора.
- Жена — Крюгер-Прахова, Анна Августовна[укр.] (1876—1962) — художник, график, скульптор, педагог, соавтор декорирования собора Святого Владимира в Киеве. Член Союза художников УССР (1936). В 1890-е училась в Киевской рисовальной школе Н.Мурашко. В 1906 году окончила Высшее художественное училище живописи, скульптуры и архитектуры при Императорской академии художеств в Санкт-Петербурге. Её сестра Маргарита Августовна[укр.] — жена художника Александра Мурашко. Произведения А. А. Крюгер-Праховой находятся в ряде музейных собраний, в том числе в Государственной Третьяковской галерее, Музее русского искусства в Киеве и других.

В семье было шестеро детей. Из них:
- Нанина Николаевна Прахова (в замужестве Алексеева), художник по керамике и эмали. Училась в Киеве в студии при Театре русской драмы вместе с Виктором Некрасовым[1]. Позже с В.Некрасовым они работали в труппе Театра Тихоокеанского флота во Владивостоке.
- Адриан Николаевич Прахов (1905, Киев — 1970, Киев) — кинематографист, работал кинооператором на Киевской киностудии им. А. П. Довженко (фильмы — «Наталка Полтавка», «Запорожец за Дунаем», «Пятый океан» и др..
- Николай Николаевич Прахов (1907, остров Капри — 1971, Киев) — ботаник, путешественник и фотограф, был доцентом Киевского университета, исследовал флору Якутии и Тянь-Шаня, автор учебников по садоводству и цветоводству.
  - Внучка (дочь Н. Н. Прахова) — Александра Николаевна Прахова, художница[2].